# Leichtathletik-Weltmeisterschaften 2013/Teilnehmer (Uganda)
| Gelbes Symbol für Goldmedaillen mit stilisierten Olympischen Ringen | Graues Symbol für Silbermedaillen mit stilisierten Olympischen Ringen | Braundes Symbol für Bronzemedaillen mit stilisierten Olympischen Ringen |
| ------------------------------------------------------------------- | --------------------------------------------------------------------- | ----------------------------------------------------------------------- |
| 1                                                                   | —                                                                     | —                                                                       |

Der Leichtathletik-Verband Ugandas stellte zwei Teilnehmerinnen und zehn Teilnehmer bei den Leichtathletik-Weltmeisterschaften 2013 in der russischen Hauptstadt Moskau.

## Ergebnisse

### Männer

#### Laufdisziplinen
| Athlet               | Disziplin        | Vorlauf      | Vorlauf | Halbfinale  | Halbfinale | Finale             | Finale             |
| Athlet               | Disziplin        | Zeit         | Platz   | Zeit        | Platz      | Zeit               | Platz              |
| -------------------- | ---------------- | ------------ | ------- | ----------- | ---------- | ------------------ | ------------------ |
| Ronald Musagala      | 800 m            | 1:46,12 min  | 7       | 1:45,87 min | 14         | nicht qualifiziert | nicht qualifiziert |
| Moses Ndiema Kipsiro | 5000 m           | DNS          | DNS     |             |            | –––                | –––                |
| Phillip Kipyeko      | 5000 m           | 13:33,68 min | 19      |             |            | nicht qualifiziert | nicht qualifiziert |
| Thomas Ayeko         | 10.000 m         |              |         |             |            | 27:40,96 min PB    | 11                 |
| Moses Ndiema Kipsiro | 10.000 m         |              |         |             |            | 27:44,53 min SB    | 13                 |
| Timothy Toroitich    | 10.000 m         |              |         |             |            | 28:33,61 min       | 22                 |
| Jacob Araptany       | 3000 m Hindernis | 8:24,53 min  | 14      |             |            | 8:25,86 min        | 12                 |
| Benjamin Kiplagat    | 3000 m Hindernis | 8:21,14 min  | 6       |             |            | 8:31,09 min        | 14                 |
| Timothy Toroitich    | 3000 m Hindernis | DNS          | DNS     |             |            | –––                | –––                |
| Abraham Kiplimo      | Marathon         |              |         |             |            | 2:16:25 h          | 19                 |
| Jackson Kiprop       | Marathon         |              |         |             |            | 2:12:12 h          | 10                 |
| Stephen Kiprotich    | Marathon         |              |         |             |            | 2:09:51 h          | Gold               |

### Frauen

#### Laufdisziplinen
| Athletin       | Disziplin | Vorlauf | Vorlauf | Halbfinale | Halbfinale | Finale        | Finale |
| Athletin       | Disziplin | Zeit    | Platz   | Zeit       | Platz      | Zeit          | Platz  |
| -------------- | --------- | ------- | ------- | ---------- | ---------- | ------------- | ------ |
| Juliet Chekwel | 10.000 m  |         |         |            |            | 32:57,07 h NR | 16     |

#### Sprung/Wurf
| Athletin      | Disziplin  | Qualifikation | Qualifikation | Finale             | Finale             |
| Athletin      | Disziplin  | Weite         | Platz         | Weite              | Platz              |
| ------------- | ---------- | ------------- | ------------- | ------------------ | ------------------ |
| Sarah Nambawa | Dreisprung | 13,31 m       | 20            | nicht qualifiziert | nicht qualifiziert |